# Nati nel 1966/Giugno
| Questa pagina contiene informazioni ricavate automaticamente dalle voci biografiche con l'ausilio del template Bio e di un bot. L'aggiornamento è periodico e automatico e ricostruisce completamente la pagina. Se manca una persona in questa lista, sei pregato di non aggiungerla, ma accertati piuttosto che la sua voce biografica contenga il template Bio e che i dati anagrafici siano correttamente compilati. Se il template Bio manca, inseriscilo tu stesso o, in alternativa, metti l'avviso {{tmp\|Bio}} che ne segnala la mancanza. Se i dati riportati sono sbagliati, correggi direttamente la voce biografica; le modifiche saranno visibili in questa lista entro pochi giorni. Per chiarimenti vedi il progetto biografie. La lista contiene solo le 298 persone che sono citate nell'enciclopedia e per le quali è stato implementato correttamente il template Bio. Pagina aggiornata al 18 ago 2025. |

- 1º giugno - Subul Babo, ex velocista papuano
- 1º giugno - Abel Balbo, allenatore di calcio, dirigente sportivo e ex calciatore argentino
- 1º giugno - Stefan Böger, allenatore di calcio e ex calciatore tedesco orientale
- 1º giugno - Sheri Holman, scrittrice e sceneggiatrice statunitense
- 1º giugno - Petra Kammerevert, politica tedesca
- 1º giugno - Fabiola Paoletti, ex maratoneta italiana
- 1º giugno - Sven Rothenberger, cavaliere tedesco
- 1º giugno - Greg Schiano, ex giocatore di football americano e allenatore di football americano statunitense
- 1º giugno - Mauricio Soria, allenatore di calcio e ex calciatore boliviano
- 1º giugno - Heike Warnicke, ex pattinatrice di velocità su ghiaccio tedesca
- 2 giugno - Barbara Brighetti, paracadutista italiana
- 2 giugno - Keith Duffy, bassista irlandese
- 2 giugno - Kai Nürnberger, ex cestista tedesco
- 2 giugno - Jim Schwartz, ex giocatore di football americano e allenatore di football americano statunitense
- 2 giugno - Petra van Staveren, ex nuotatrice olandese
- 2 giugno - Marion Vernoux, regista e sceneggiatrice francese
- 3 giugno - László Andor, economista e politico ungherese
- 3 giugno - Dorina Bianchi, politica italiana
- 3 giugno - Bill Callahan, cantautore e musicista statunitense
- 3 giugno - Hans Kohala, ex slittinista e dirigente sportivo svedese
- 3 giugno - Jamie O'Neal, cantautrice australiana
- 3 giugno - Małgorzata Olejnik, arciera e politica polacca
- 3 giugno - Georgia Slowe, attrice inglese
- 4 giugno - Cecilia Bartoli, mezzosoprano italiano
- 4 giugno - Grit Hammer, ex pesista tedesca
- 4 giugno - Annett Hesselbarth, ex velocista tedesca
- 4 giugno - Svetlana Jitomirskaya, matematica statunitense
- 4 giugno - Renato Jurčec, allenatore di calcio e ex calciatore croato
- 4 giugno - Giōrgos Kōnstantinou, ex calciatore cipriota
- 4 giugno - Robert Pralgo, attore statunitense
- 4 giugno - Carlo Salvemini, politico italiano
- 4 giugno - Vladimir Vladislavovič Voevodskij, matematico russo († 2017)
- 5 giugno - Raphael Bostic, economista statunitense
- 5 giugno - Christian Gilardi, flautista, compositore e editore svizzero
- 5 giugno - Grgica Kovač, allenatore di calcio e ex calciatore croato
- 5 giugno - Lee Sang-gi, ex schermidore sudcoreano
- 5 giugno - Michael McCarthy, attore e cantante irlandese
- 5 giugno - Mark Schwahn, sceneggiatore e regista statunitense
- 5 giugno - Karen Strassman, doppiatrice statunitense
- 6 giugno - Lawrence Attard, ex calciatore maltese
- 6 giugno - Attilio Barcella, ex sciatore alpino italiano
- 6 giugno - Angela Cavagna, showgirl, cantante e ex modella italiana
- 6 giugno - Alessandra Celletti, pianista e compositrice italiana
- 6 giugno - Tom Doshi, imprenditore e politico albanese
- 6 giugno - Kelly Duda, giornalista, produttore cinematografico e attivista statunitense
- 6 giugno - Faure Gnassingbé, politico togolese
- 6 giugno - Fernando Kanapkis, ex calciatore uruguaiano
- 6 giugno - Kramer Morgenthau, direttore della fotografia statunitense
- 6 giugno - Manabu Nikaidō, ex saltatore con gli sci giapponese
- 6 giugno - Sean Yseult, musicista statunitense
- 6 giugno - Andy Sayer, ex calciatore inglese
- 6 giugno - The Great Kat, chitarrista e violinista statunitense
- 6 giugno - Anthony Yeboah, ex calciatore ghanese
- 7 giugno - Jeremy Blaustein, traduttore statunitense
- 7 giugno - Juan Carlos De Martin, informatico italiano
- 7 giugno - Vittorio Emanuele Falsitta, giurista, avvocato e ex politico italiano
- 7 giugno - Felix Gmür, vescovo cattolico svizzero
- 7 giugno - Ilya Ioff, violinista russo
- 7 giugno - Zlatko Jankov, ex calciatore bulgaro
- 7 giugno - Eric Kretz, musicista statunitense
- 7 giugno - Susan Lee, ex canottiera australiana
- 7 giugno - Tom McCarthy, regista, sceneggiatore e attore statunitense
- 7 giugno - Jim Michalczik, allenatore di football americano statunitense
- 7 giugno - Alberto Pietrini, ex cestista italiano
- 7 giugno - Mark Ravenhill, drammaturgo, attore e giornalista britannico
- 7 giugno - Lorenzo Silva, scrittore spagnolo
- 7 giugno - Ant Strachan, ex rugbista a 15 e dirigente sportivo neozelandese
- 7 giugno - Chang Yu-Sheng, cantante, compositore e produttore discografico taiwanese († 1997)
- 7 giugno - Alexandra Zazzi, cuoca, giornalista e personaggio televisivo svedese
- 8 giugno - Jean-Pierre Bekolo, regista camerunese
- 8 giugno - M'Barka Ben Taleb, cantante, danzatrice e musicista tunisina
- 8 giugno - Agostino Carollo, compositore, produttore discografico e disc jockey italiano
- 8 giugno - Jorge Manuel Díaz, ex calciatore argentino
- 8 giugno - Sonia Ganassi, mezzosoprano italiano
- 8 giugno - Jens Kidman, cantante e musicista svedese
- 8 giugno - Julianna Margulies, attrice statunitense
- 8 giugno - Tigran Naġġalyan, giornalista armeno († 2002)
- 8 giugno - Trine Qvist, giocatrice di curling danese
- 8 giugno - Marcelo Trivisonno, ex calciatore argentino
- 8 giugno - Brian Williams, ex giocatore di football americano statunitense
- 9 giugno - Armando Becker, ex cestista venezuelano
- 9 giugno - Silvia Cosimini, traduttrice e critica letteraria italiana
- 9 giugno - Luca Ruggero Jacovella, musicista italiano
- 9 giugno - Antonio Piscitelli, ex hockeista su pista e allenatore di hockey su pista italiano
- 9 giugno - Colombe Schneck, giornalista e scrittrice francese
- 9 giugno - Levent Topsakal, ex cestista turco
- 10 giugno - Domiziano Arcangeli, attore, modello e produttore cinematografico italiano († 2020)
- 10 giugno - Tosca D'Aquino, attrice, comica e conduttrice televisiva italiana
- 10 giugno - Ilaria Dallatana, dirigente d'azienda e imprenditrice italiana
- 10 giugno - Fabiano Soares Pessoa, allenatore di calcio e ex calciatore brasiliano
- 10 giugno - Doug McKeon, attore, regista e sceneggiatore statunitense
- 10 giugno - Thomas Ott, fumettista svizzero
- 10 giugno - David Platt, ex calciatore e allenatore di calcio inglese
- 10 giugno - Papa Ricky, cantante italiano
- 11 giugno - Francesca Barracciu, politica italiana
- 11 giugno - Tiffany Cohen, ex nuotatrice statunitense
- 11 giugno - Giulio Gerli, imprenditore italiano
- 11 giugno - Vasilij Kul'kov, allenatore di calcio e calciatore russo († 2020)
- 11 giugno - Maurizio Marin, dirigente sportivo e ex calciatore italiano
- 11 giugno - Scott Mellanby, dirigente sportivo e ex hockeista su ghiaccio canadese
- 11 giugno - Paula Misăilă, ex cestista rumena
- 11 giugno - Vincenzo Nardiello, ex pugile italiano
- 11 giugno - Daniele Pagani, ex altista italiano
- 11 giugno - Manuela Rüf, ex sciatrice alpina austriaca
- 12 giugno - Igor' Badamšin, fondista russo († 2014)
- 12 giugno - Giovanni Caccamo, fotografo e regista televisivo italiano
- 12 giugno - Marina Carobbio Guscetti, politica svizzera
- 12 giugno - Christoph Hammer, direttore d'orchestra, pianista e musicologo tedesco
- 12 giugno - Li Yong, ex calciatore cinese
- 12 giugno - John Lungu, ex calciatore zambiano
- 12 giugno - Mark Moser, ex giocatore di calcio a 5 statunitense
- 12 giugno - Giuseppe Russo, vescovo cattolico italiano
- 12 giugno - Galina Olegovna Stepanenko, ex ballerina russa
- 12 giugno - Albeiro Usuriaga, calciatore colombiano († 2004)
- 12 giugno - Mārcis Štrobinders, giavellottista lettone
- 13 giugno - Bill Calvert, attore statunitense
- 13 giugno - Luca Antonio Cangemi, politico italiano
- 13 giugno - Antonio Distaso, politico italiano
- 13 giugno - Zsolt Érsek, ex schermidore ungherese
- 13 giugno - Fulvio Gigliotti, giurista italiano
- 13 giugno - Naoki Hattori, giornalista e pilota automobilistico giapponese
- 13 giugno - Luis Merlo, attore spagnolo
- 13 giugno - Ben Moon, arrampicatore britannico
- 13 giugno - Tibor Navracsics, politico ungherese
- 13 giugno - Grigorij Jakovlevič Perel'man, matematico russo
- 13 giugno - Andrea Zaccariello, regista e sceneggiatore italiano
- 14 giugno - Rikard Bergh, ex tennista svedese
- 14 giugno - Betinho, allenatore di calcio e ex calciatore brasiliano
- 14 giugno - Nelson Cossio, ex calciatore cileno
- 14 giugno - Jeremy Dyson, attore, scrittore e sceneggiatore britannico
- 14 giugno - Traylor Howard, attrice e modella statunitense
- 14 giugno - Stefan Huber, ex calciatore svizzero
- 14 giugno - Fabio Jacomelli, fumettista italiano
- 14 giugno - Eva Lind, soprano austriaco
- 14 giugno - Julio Llorente, ex calciatore spagnolo
- 14 giugno - Isabelle Mouthon-Michellys, triatleta francese
- 14 giugno - Indira Radić, cantante e musicista bosniaca
- 14 giugno - DJ Angelo, disc jockey, comico e autore televisivo italiano
- 14 giugno - Rod Stephens, giocatore di football americano statunitense
- 14 giugno - Byron Tenorio, ex calciatore ecuadoriano
- 14 giugno - Mykola Zločevs'kyj, imprenditore e politico ucraino
- 14 giugno - Eduardo Waghorn, cantautore, musicista e compositore cileno
- 15 giugno - Roberto Carnevale, pianista, direttore d'orchestra e compositore italiano
- 15 giugno - Elena Fattori, politica italiana
- 15 giugno - Alain Gouaméné, allenatore di calcio e ex calciatore ivoriano
- 15 giugno - Daniel Pinchbeck, filosofo, scrittore e pubblicista statunitense
- 15 giugno - Uwe Prenzel, ex combinatista nordico tedesco
- 15 giugno - Hiroyuki Utatane, fumettista giapponese
- 15 giugno - Raimonds Vējonis, biologo e politico lettone
- 16 giugno - Randy Barnes, ex pesista statunitense
- 16 giugno - Alberto Bollini, allenatore di calcio e dirigente sportivo italiano
- 16 giugno - Stefano De Donato, musicista italiano
- 16 giugno - Julija Leonidovna Latynina, giornalista e scrittrice russa
- 16 giugno - Valter Lavitola, imprenditore e giornalista italiano
- 16 giugno - Mark Occhilupo, surfista australiano
- 16 giugno - Olivier Roumat, ex rugbista a 15 e imprenditore francese
- 16 giugno - Stéphane Traineau, ex judoka francese
- 16 giugno - Jan Železný, ex giavellottista e allenatore di atletica leggera ceco
- 17 giugno - Zakaria Alaoui, ex calciatore marocchino
- 17 giugno - Gherardo Bonetto, ex cestista italiano
- 17 giugno - Tory Burch, stilista, imprenditrice e filantropa statunitense
- 17 giugno - Christy Canyon, attrice pornografica statunitense
- 17 giugno - Alessandro Casolari, scrittore italiano
- 17 giugno - Aitor Etxaburu, ex pallamanista e allenatore di pallamano spagnolo
- 17 giugno - Cédric Kahn, regista, sceneggiatore e attore francese
- 17 giugno - Jason Patric, attore statunitense
- 17 giugno - Naim Sibara, attore, musicista e comico argentino
- 18 giugno - Kurt Browning, pattinatore artistico su ghiaccio canadese
- 18 giugno - Miguel Davis, ex calciatore costaricano
- 18 giugno - Catherine Fleury-Vachon, ex judoka francese
- 18 giugno - Lucila Gandolfo, attrice e cantante argentina
- 18 giugno - Luke Jensen, ex tennista statunitense
- 18 giugno - Troy Kemp, ex altista bahamense
- 18 giugno - Antonio Martín Espina, ex cestista spagnolo
- 18 giugno - Robert Charles O'Brien, avvocato e politico statunitense
- 18 giugno - Jerome Paarwater, ex rugbista a 15 e allenatore di rugby a 15 sudafricano
- 18 giugno - Antonio Paganin, allenatore di calcio e ex calciatore italiano
- 18 giugno - Oleksij Reznikov, politico ucraino
- 18 giugno - Maurizio Trezzi, giornalista italiano
- 19 giugno - Aranka Binder, ex tiratrice a segno serba
- 19 giugno - Maria Cocchetti, fondista di corsa in montagna e maratoneta italiana
- 19 giugno - Mario Giordano, giornalista, conduttore televisivo e saggista italiano
- 19 giugno - Jōichi Itō, attivista e imprenditore giapponese
- 19 giugno - Elijah Lagat, ex maratoneta keniota
- 19 giugno - Hany Moussa, ex cestista egiziano
- 19 giugno - Silje Nergaard, cantante e musicista norvegese
- 19 giugno - Arnaud Rykner, scrittore francese
- 19 giugno - Andrei Socaci, ex sollevatore rumeno
- 19 giugno - Katrin Stotz, ex sciatrice alpina tedesca
- 19 giugno - Samuel West, attore britannico
- 20 giugno - Claudia Ferrè, allenatrice di ginnastica e ex ginnasta italiana
- 20 giugno - Marian Lupu, politico moldavo
- 20 giugno - Kenny Lübcke, cantante danese
- 20 giugno - Christian Matt, ex calciatore liechtensteinese
- 20 giugno - Dave Snuggerud, ex hockeista su ghiaccio statunitense
- 20 giugno - Txus Vidorreta, allenatore di pallacanestro spagnolo
- 20 giugno - Fatma Şahin, politica turca
- 21 giugno - Lucas Alcaraz, allenatore di calcio spagnolo
- 21 giugno - Arija Bareikis, attrice statunitense
- 21 giugno - Gretchen Carlson, conduttrice televisiva e ex modella statunitense
- 21 giugno - Luis Flor, ex giocatore di calcio a 5 paraguaiano
- 21 giugno - Luca Gelfi, ciclista su strada italiano († 2009)
- 21 giugno - Katsuo Kanda, ex calciatore giapponese
- 21 giugno - Guillermo Sanguinetti, allenatore di calcio e ex calciatore uruguaiano
- 21 giugno - Beate Schramm, ex canottiera tedesca
- 21 giugno - Pierre Thorsson, ex pallamanista svedese
- 21 giugno - Anna Villani, ex maratoneta italiana
- 21 giugno - David Williams, ex giocatore di football americano statunitense
- 22 giugno - Camille Benjamin, ex tennista statunitense
- 22 giugno - Michel Daignault, ex pattinatore di short track canadese
- 22 giugno - Massimiliano Ferretti, ex pallanuotista e allenatore di pallanuoto italiano
- 22 giugno - Carlos Freitas, dirigente sportivo portoghese
- 22 giugno - Carlos Gallardo, attore, produttore cinematografico e regista messicano
- 22 giugno - Thomas Janeschitz, allenatore di calcio e ex calciatore austriaco
- 22 giugno - Massimiliano Maddaloni, allenatore di calcio e ex calciatore italiano
- 22 giugno - Timothy Munnings, ex velocista bahamense
- 22 giugno - Michael Park, copilota di rally britannico († 2005)
- 22 giugno - Poli Paskova, ex cestista e cantante bulgara
- 22 giugno - Emmanuelle Seigner, attrice, modella e cantante francese
- 22 giugno - Dean Woods, pistard australiano († 2022)
- 23 giugno - Oliver-Sven Buder, ex pesista tedesco
- 23 giugno - Antonio Buonanno, giocatore di poker italiano
- 23 giugno - Pino Forastiere, chitarrista e compositore italiano
- 23 giugno - Greg Koch, chitarrista statunitense
- 23 giugno - Michael McCusker, montatore statunitense
- 23 giugno - Federica Montevecchi, storica della filosofia italiana
- 23 giugno - Roberta Olivieri, attrice italiana
- 23 giugno - Anthony Pullard, ex cestista statunitense
- 23 giugno - Richie Ren, cantante e attore taiwanese
- 23 giugno - Giorgio Venturi, ex pesista italiano
- 23 giugno - Robert Woodhouse, ex nuotatore australiano
- 24 giugno - Éric Assadourian, dirigente sportivo, allenatore di calcio e ex calciatore francese
- 24 giugno - Milena Bertolini, allenatrice di calcio e ex calciatrice italiana
- 24 giugno - Grațiela-Leocadia Gavrilescu, politica rumena
- 24 giugno - John Arcilla, attore filippino
- 24 giugno - Cinqué Lee, attore, regista e sceneggiatore statunitense
- 24 giugno - Erika Mészáros, ex canoista ungherese
- 24 giugno - Hope Sandoval, cantautrice statunitense
- 24 giugno - Adrienne Shelly, attrice, sceneggiatrice e regista statunitense († 2006)
- 25 giugno - Mario Galeani, pianista italiano
- 25 giugno - Kelly Keeling, cantante e chitarrista statunitense
- 25 giugno - Dikembe Mutombo, cestista della Repubblica Democratica del Congo († 2024)
- 25 giugno - Michael Tauson, ex tennista danese
- 25 giugno - Carlos Antonio Torres, ex calciatore peruviano
- 25 giugno - Monica Zapelli, sceneggiatrice italiana
- 25 giugno - Jurij Čerednik, allenatore di pallavolo e ex pallavolista sovietico
- 26 giugno - Dany Boon, attore, regista e sceneggiatore francese
- 26 giugno - Gao Jiamin, ex artista marziale cinese
- 26 giugno - Riku Marttinen, ex cestista finlandese
- 26 giugno - Yūko Minaguchi, doppiatrice giapponese
- 26 giugno - Tom Henning Øvrebø, ex arbitro di calcio norvegese
- 26 giugno - Jürgen Reil, batterista e cantante tedesco
- 26 giugno - Wang Zhiwen, attore cinese
- 27 giugno - J. J. Abrams, regista, sceneggiatore e produttore cinematografico statunitense
- 27 giugno - Giulio Calvisi, politico italiano
- 27 giugno - El-Sayed Eid, ex calciatore egiziano
- 27 giugno - Aitor Elizegi, imprenditore spagnolo
- 27 giugno - Bill Hudson, ex sciatore alpino statunitense
- 27 giugno - Aigars Kalvītis, politico lettone
- 27 giugno - Ko Jeong-woon, ex calciatore sudcoreano
- 27 giugno - Mohamed Lahyani, giudice di tennis svedese
- 27 giugno - Mercedes Paz, allenatrice di tennis e ex tennista argentina
- 27 giugno - Nicola Pizzi, tiratore a segno italiano
- 27 giugno - José Luis Rocha, ex tuffatore messicano
- 28 giugno - Antonio Andrisani, attore, sceneggiatore e regista italiano
- 28 giugno - John Cusack, attore, sceneggiatore e produttore cinematografico statunitense
- 28 giugno - Riccardo Esposito, ex cestista e allenatore di pallacanestro italiano
- 28 giugno - Andrew Lang, ex cestista statunitense
- 28 giugno - Åsa Larsson, scrittrice svedese
- 28 giugno - Mary Stuart Masterson, attrice statunitense
- 28 giugno - Robin Milton, pilota motociclistico britannico
- 28 giugno - Nelson Sardinha, ex cestista angolano
- 28 giugno - Sara Stewart, attrice scozzese
- 28 giugno - Michel Wentzel, ex giocatore di calcio a 5 e allenatore di calcio a 5 olandese
- 28 giugno - Nadia Zicoschi, giornalista e conduttrice televisiva italiana
- 28 giugno - Michele Zuin, politico italiano
- 29 giugno - Oleksandr Bondarenko, allenatore di calcio e ex calciatore ucraino
- 29 giugno - Massimo Brambati, procuratore sportivo e ex calciatore italiano
- 29 giugno - Terry Dozier, ex cestista statunitense
- 29 giugno - Yōko Kamio, fumettista giapponese
- 29 giugno - Ünal Karaman, allenatore di calcio, dirigente sportivo e ex calciatore turco
- 29 giugno - Mwabilayi Ntumba, ex cestista della Repubblica Democratica del Congo
- 29 giugno - Michael Fors Olson, vescovo cattolico statunitense
- 29 giugno - John Part, ex giocatore di freccette e commentatore televisivo canadese
- 29 giugno - Massimo Reale, attore e sceneggiatore italiano
- 29 giugno - Audrius Rubežius, tenore lituano
- 29 giugno - Wang Youcai, attivista cinese
- 30 giugno - Andrej Abduvaliev, ex martellista tagiko
- 30 giugno - Cheryl Bernard, giocatrice di curling canadese
- 30 giugno - Ian Bliss, attore australiano
- 30 giugno - Marton Csokas, attore neozelandese
- 30 giugno - Wendy Davis, attrice statunitense
- 30 giugno - Ron Dekker, nuotatore olandese
- 30 giugno - Wayne McCarney, ex pistard australiano
- 30 giugno - David Venancio Muro, attore spagnolo
- 30 giugno - Peter Outerbridge, attore canadese
- 30 giugno - Andy Tillson, ex calciatore inglese
- 30 giugno - Mike Tyson, pugile, attore e imprenditore statunitense